# استیون فریرز

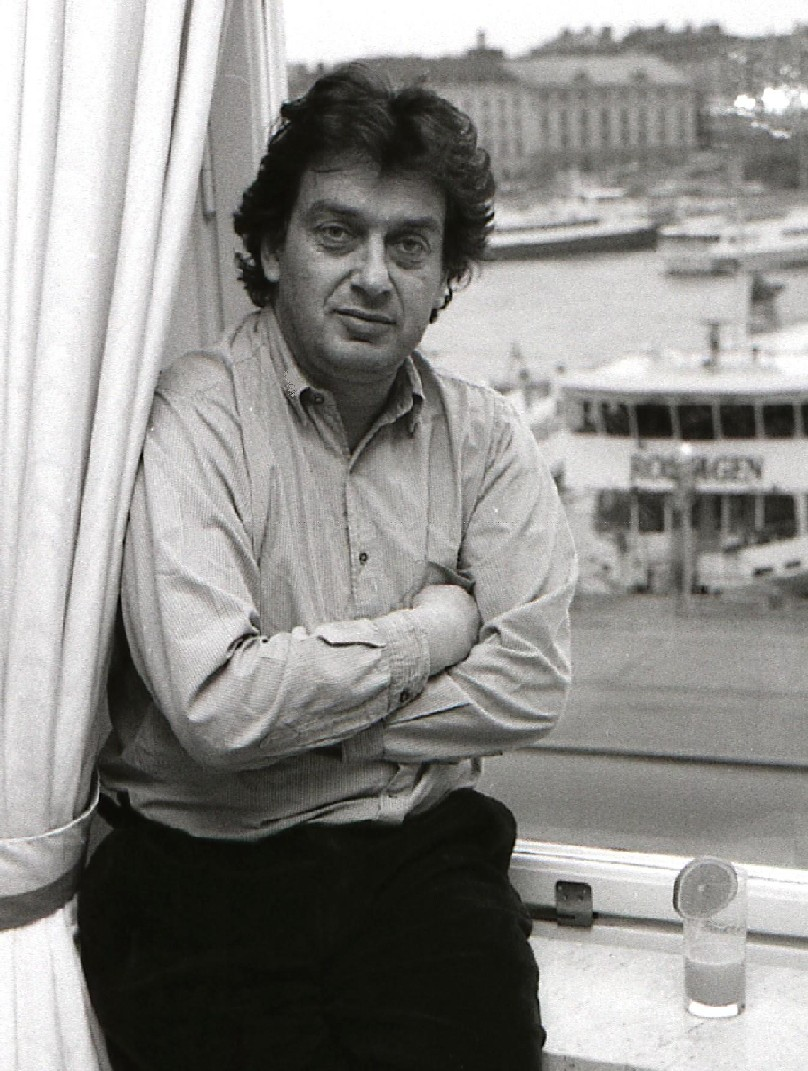
استیون فریرز در سال ۱۹۸۹

استیون فریرز (به انگلیسی: Stephen Arthur Frears) کارگردان فیلم اهل بریتانیا است.

## جوایز
- جایزه بفتا تلویزیونی
- جایزه سزار بهترین فیلم خارجی
- برنده جایزه گویا بهترین فیلم اروپایی
- برنده خرس نقره‌ای جشنواره بین‌المللی فیلم برلین (سرزمین ناهموار)
- جایزه بفتا تلویزیونی

## گزیدۀ آثار

### سینمایی
- والتر (۱۹۸۲)
- ضربه (۱۹۸۴)
- رختشویخانه زیبای من (۱۹۸۵)
- روابط خطرناک (۱۹۸۸)
- کلاهبرداران (۱۹۹۰)
- قهرمان (۱۹۹۲)
- ماری رایلی (۱۹۹۶)
- سرزمین ناهموار (۱۹۹۸)
- وفادارانه (۲۰۰۰)
- لیام (۲۰۰۱)
- چیزهای زیبای کثیف (۲۰۰۲)
- خانم هندرسون تقدیم می‌کند (۲۰۰۵)
- ملکه (۲۰۰۶)
- فیلومنا (۲۰۱۳)
- ویکتوریا و عبدل (۲۰۱۷)

### تلویزیونی
- بلندترین صدا (۲۰۱۹)
- بچه (۱۹۹۳)
- پرده دو (۱۹۹۳–۱۹۸۶)
- نمایش امروز (۱۹۷۵)